# Tetraulax albolateralis
Tetraulax albolateralis är en skalbaggsart som beskrevs av Stefan von Breuning 1940. Tetraulax albolateralis ingår i släktet Tetraulax och familjen långhorningar. Inga underarter finns listade i Catalogue of Life.